# Arif Akhundov
Arif Akhundov, född 25 juli 1972, är en friidrottare från Azerbajdzjan. Han deltog vid olympiska sommarspelen 1996.